# Махра (Владимирская область)
Ма́хра — село Александровского района Владимирской области, на реке Молокче. Возникло как слобода Махрищского монастыря. Входит в состав Каринского сельского поселения.

## География
Село расположено на юге района. Расстояние до Карабаново — 4 км, до Александрова — 15 км, до Москвы — 120 км. Имеется прямое автобусное сообщение по маршруту Александров — Карабаново — Махра.

## История
Село известно с XIV века как слобода Махрищского монастыря, основанного преподобным Стефаном. В Махринской слободе имелась земская народная школа, учащихся в 1892—1893 годах было 62. В 1905 году в селе числилось 47 дворов. Из этой слободы происходил писатель Александр Анфимович Орлов.
До революции 1917 года село являлось центром Махринской волости Александровского уезда. В годы советской власти село являлось центром Махринского сельсовета Александровского района, с 2005 года — в составе Каринского сельского поселения.

## Население
| 1859 | 1905 | 1926 | 2002 | 2010 | 2021 |
| ---- | ---- | ---- | ---- | ---- | ---- |
| 186  | ↗399 | ↗402 | ↘196 | ↗223 | ↗271 |

## Инфраструктура
В селе имеются Махринская основная общеобразовательная школа №18 имени А.С. Андрушечко, библиотека, фельдшерско-акушерский пункт, отделение почтовой связи.

## Достопримечательности
- Свято-Троицкий монастырь: основан в XIV веке Стефаном Махрищским как мужской монастырь, с 1615 до 1920-х приписной к Троице-Сергиевой лавре, с 1922 по 1995 гг. не действовал.
- Святой источник.